# Thar She Blows!
Thar She Blows! ist ein US-amerikanischer Kurzfilm von D. Richard  Statile aus dem Jahr 1953, der für einen Oscar nominiert war. 

## Inhalt

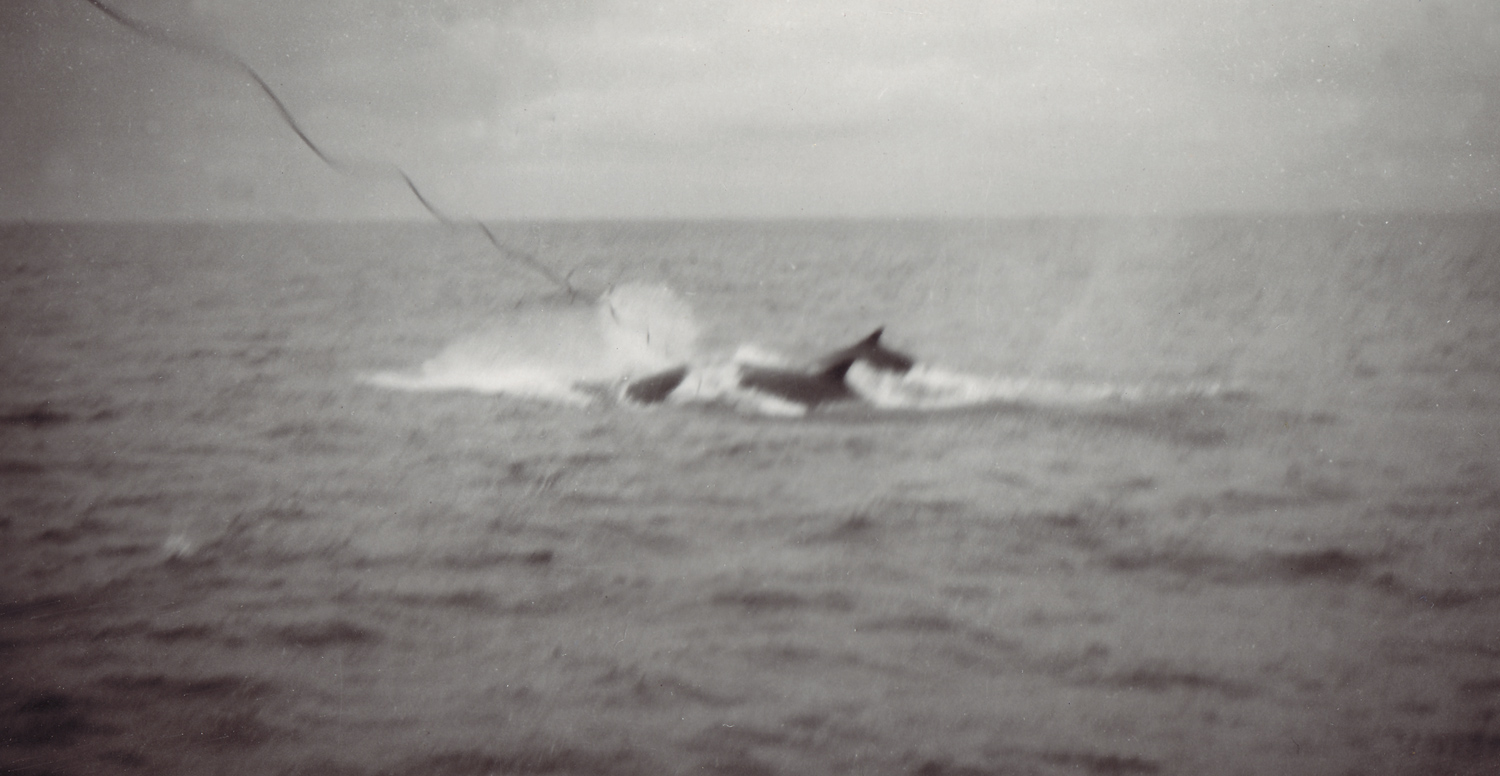
Harpunierung

Gezeigt wird die Geschichte eines Wals, der bei einer Expedition in der Antarktis den Kampf gegen Harpunen nicht gewinnen kann. Gesehen und erzählt wird das, was sich auf dem Meer abspielt, durch die Augen eines Jugendlichen. Nachdem man das Tier erlegt hat, wird die Übergabe des Fangs vom Schiff derer, die ihn so grausam töteten, zum Fabrikschiff, wo der Wal in seine Einzelteile zerlegt und verarbeitet wird, gezeigt.

## Produktion, Veröffentlichung
Der von Vitaphone für Warner Bros. produzierte Film wurde in den USA erstmals am 8. April 1953 veröffentlicht. In Dänemark wurde er erstmals am 7. September 1959 unter dem Titel Hval i sigte gezeigt. 

## Auszeichnung
Gordon Hollingshead war mit dem von ihm produzierten Film auf der Oscarverleihung 1953 in der Kategorie „Bester Kurzfilm“ (zwei Filmrollen) für einen Oscar nominiert, der jedoch an Walt Disney und seinen innerhalb der Dokumentarkurzfilmreihe True-Life Adventures produzierten Film Wasservögel (Water Birds) ging.